# Дельта-древесина
Дельта-древесина, или ДСП-10, или лигнофоль, или балинит — конструкционный композитный материал, древеснослоистый пластик на основе формальдегидной смолы, армированной древесными волокнами. Получался пластификацией древесного шпона (обычно берёзового) путём пропитки его фенол- или крезолоформальдегидной смолой с последующим горячим прессованием под высоким давлением.
Дельта-древесина имеет всего в два раза большую, чем обычная древесина, плотность, при этом значительно превосходя её по прочности (она выше, чем у многих алюминиевых сплавов, хотя и ниже, чем у авиационного дюралюмина после термической обработки и искусственного старения). Кроме того, этот материал практически не горюч, обладает абсолютной стойкостью к поражению грибком (гнили) и имеет длительный срок службы без потери качеств (десятки лет в неблагоприятных условиях).
Дельта-древесину не следует путать с водостойкой бакелитизированной фанерой (марок ФБС, ФБС-А, ФБВ), которая представляет собой обычную фанеру с пропиткой спиртовым или водным раствором фенолформальдегидной смолы, часто даже не на всю толщину пакета.

## История
Во второй половине 1930‑х годов возможности древесины в качестве авиационного конструкционного материала оказались фактически исчерпаны — дальнейшее повышение лётных и тактико-технических характеристик боевых самолётов потребовало освоения принципиально новых материалов, имеющих более выгодное соотношение массы и прочности. Наиболее перспективны в этом отношении были высокопрочные сплавы на основе алюминия (дюралюмины), работы над применением которых в авиации были организованы в СССР ещё в начале 1920-х годов и вылились в создание серийных цельнометаллических самолётов ТБ-1, ТБ-3, ТБ-7 и других. Между тем, производство алюминия и его сплавов в стране не поспевало за быстро растущими потребностями авиации, так что наиболее массовые в советских ВВС машины — разведчики и истребители — в тридцатые годы в основном сохраняли цельнодеревянную или смешанную деревометаллическую конструкцию планера.
В предвоенные годы, в условиях назревающего масштабного военного конфликта с участием СССР, встал вопрос о резком увеличении объёмов выпуска боевых самолётов при одновременном значительном повышении их характеристик. Эта задача не могла, однако, быть решена только за счёт перехода на цельнометаллические конструкции, так как дюралюминий и другие алюминиевые сплавы всё ещё оставались остродефицитными конструкционными материалами, не хватало и металлических полуфабрикатов из легированной стали («хромансиль»), которые использовались главным образом в ферменных конструкциях, вроде моторамы. Более того — по мере увеличения объёмов выпуска начались проблемы даже с поставкой на заводы качественной древесины (до войны большая часть древесины для авиационной промышленности импортировалась, так как, несмотря на обилие лесов, из-за холодного климата отечественная древесина имеет в основном низкое качество; молодые деревья ввиду медленного роста обычно не имеют достаточного диаметра ствола, а старая древесина имеет низкие механические свойства). Невозможно было обеспечить и достаточно быструю перестройку производства на авиационных заводах, многие из которых до этого не имели опыта производства цельнометаллических конструкций — не говоря уже о расширении объёмов производства самолётов за счёт задействования предприятий иного профиля (в то время, как выпуск цельнодеревянных самолётов мог быть развёрнут в военное время на имевших практически весь необходимый набор производственного оборудования и опыт деревообработки деревообрабатывающих комбинатах и мебельных фабриках; так, Шумерлинский деревообрабатывающий комбинат в годы войны был задействован в выпуске самолётов Як-6).
Всё это подстёгивало опытные работы по применению в авиации различных древеснослоистых пластиков, или, по терминологии второй половины 1930-х годов, «облагороженной древесины» (кроме собственно дельта-древесины к этой группе материалов относились также бакелитовая фанера, балинит и другие), имевших значительно более высокие характеристики по сравнению с обычной древесиной, но при этом сходных с ней по используемым в производстве технологическим приёмам.
Процесс был разработан советским авиационным инженером Леонтием Иовичем Рыжковым в 1935 году, когда он работал на Кунцевском заводе воздушных винтов. К 1940 году он был подробно изучен и описан во Всесоюзном институте авиационных материалов Я. Д. Аврасиным. Впоследствии технология её производства была усовершенствована специалистами завода «Карболит».
Дельта-древесина имела временное сопротивление растяжению 27 кг/мм², тогда как у сосны этот параметр составлял 11 кг/мм², у термически обработанного и состаренного дюралюмина Д-1А — 37 кг/мм², термически обработанного и состаренного дюралюмина Д-16 — 43 кг/мм². Такие характеристики позволяли, хотя и с некоторыми оговорками, использовать этот материал для создания боевых самолётов, удовлетворяющих имевшимся на тот момент требованиям. В частности, дельта-древесина (наряду с древесиной сосны, липы и берёзы) применялась в конструкции истребителя ЛаГГ-3 (отдельные детали 1-го и 14-го шпангоутов фюзеляжа, полки лонжеронов центроплана и консолей), разработанного ОКБ-301 под руководством В. П. Горбунова. Также из неё некоторое время изготавливались части фюзеляжей и крыльев самолётов Ил, некоторые детали машин и элементы производственной оснастки (для экономии металлов).

## Производство
Авиационная дельта-древесина (ДСП-10) по ГОСТ 226-41 получалась путём горячего прессования берёзового шпона толщиной 0,5 (продольные слои) и 0,55 мм (поперечные слои), пропитанного водноспиртовым раствором феноло- или креозоло-формальдегидной смолы марок СБС-1, СКС-1 и СКС-2. Для листовой дельта-древесины толщина шпона 0,35…0,55 мм, в зависимости от толщины изготовляемого листа. После пропитки смолой и сушки шпон собирался в пакеты, причём через каждые 10 листов шпона с продольным направлением волокон один лист укладывали в поперечном направлении. Толщина пакета — в среднем 50 слоёв. Собранные пакеты закладывались между плитами гидравлического пресса и подвергались прессованию при температуре 140…150 °C и давлении до 150 кг/см² в течение порядка 3 часов (для плиты толщиной 18…20 мм). При таких температуре и давлении древесина уплотнялась практически вдвое, а смола — подвергалась полному отверждению, что придавало получаемому материалу совершенно иные свойства по сравнению с обычной древесиной. Готовый продукт содержал порядка 80 % древесных волокон, остальное — отверждённая смола и влага, до 4…6 % при приёмке и до 7 % в эксплуатации. В зависимости от физико-механических качеств, авиационная дельта-древесина подразделялась на четыре сорта — А, А1, Б и В.
Дельта-древесина поставлялась в виде коротких (1400…1600 мм) и длинных (1650…5000 мм) досок толщиной 15 или 17 мм и шириной от 200 мм, а также листов толщиной до 10 мм. В производстве могла подвергаться всем видам механической обработки на деревообрабатывающих станках при использовании резцов повышенной стойкости, склеивалась белковыми или смоляными клеями. Это обеспечило при переходе на новый материал технологическую преемственность с привычной авиазаводам обычной древесиной.
Дельта-древесина марки ДСП-10 применялась для изготовления силовых конструкций планера самолёта, в частности длинные доски сортов А, А1 и Б — для лонжеронов крыла и усиленных шпангоутов, а короткие — для комлевой части лопастей воздушных винтов. Дельта-древесина сорта В применялась для штампов, предназначенных для холодной штамповки алюминиевых и магниевых сплавов, различных вспомогательных производственных приспособлений, а также в качестве электроизоляционного материала в электроаппаратуре.
Близкими к дельта-древесине свойствами обладал так называемый балинит (ДСП-20), его также получали горячим прессованием пакета пропитанного фенол-формальдегидной смолой шпона, но при этом шпон предварительно подвергался выщелачиванию в растворе едкого натра. Балинит поставлялся в виде плит толщиной 10, 15, 20, 25, 30, 40, 50 или 60 мм, а также листов толщиной от 1 до 6 мм, содержание древесных волокон в готовом продукте — 75…80 %. Иногда имелась рубашка (наружный облицовочный слой) из бумаги или ткани. Обрабатывался аналогично дельта-древесине и считался взаимозаменяемым с ней, применялся для изготовления выравнивающих прокладок, законцовок силовых бобышек, обшивки лонжеронов, закрылков, предкрылков, щитков, лючков, плоскостей и носков стабилизатора, туннелей радиатора, гаргротов фюзеляжей, обшивки крыльев и центроплана и носков крыла и центроплана. Балинит марки ДСП-м предварительно пропитывался минеральным маслом и применялся для изготовления деталей, в ходе эксплуатации подвергающихся трению при затруднённой смазке — например, самосмазывающихся подшипников.

## Применение
В наши[какие?] дни дельта-древесина применяется в мебельном производстве (для деревянных узлов, испытывающих повышенные нагрузки). Ранее применялась в авиакосмической промышленности, в частности — для воздушных рулей, устанавливавшихся на блоки первой ступени ракет-носителей семейства Р7, и лопастей вертолётных рулевых винтов (производства завода «Вперёд»). Из дельта-древесины изготавливались винты вертолётов типа Ми-10, однако к 2015 году эта технология была утрачена.
Также из дельта-древесины ранее изготавливались опорные изоляторы, преимущественно троллейбусных, изредка трамвайных, контактных сетей. Хотя такие изделия не производятся с 1970-х годов, тем не менее, их срок службы оказался достаточно велик и они до сих пор ещё массово используются в существующих контактных сетях, заменяясь постепенно стеклянными и полимерными.
В России дельта-древесина выпускается под названием «Пластик древесный слоистый» по ГОСТ 13913-78.